# Paraphrynovelia
Paraphrynoveliidae
Famille
Genre
Paraphrynovelia est genre d'insectes hémiptères semi-aquatiques du sous-ordre des hétéroptères (punaises), de l'infra-ordre des Gerromorpha. C'est l'unique genre de la famille monotypique des Paraphrynoveliidae, et il contient deux espèces connues. 

## Description
Il s'agit de punaises aptères, dont les antennes sont bien visibles, flagelliformes, à quatre articles, les deux premiers de longueur pratiquement égale mais plus courts que les deux suivants, et le quatrième subdivisé au milieu, donnant l'apparence de cinq articles au total. Le pronotum couvre une partie du reste du thorax, mais pas son dernier segment, le métanotum. Les tarses comptent trois segments. Les griffes sont insérées à l'apex du dernier segment des tarses. Elles mesurent de 1.5 à 2.5 mm de long,.

## Répartition et habitat
Cette famille est restreinte à la zone afrotropicale. Les deux espèces connues se rencontrent dans le Sud de l'Afrique, en Afrique du Sud et à la frontière du Lesotho. Elles vivent dans les milieux ripicoles humides, à l'interface terre-eau, mais également dans la litière humide de la forêt comme plusieurs sous-familles de Gerromorpha.  

## Systématique
Le genre a d'abord été classé dans les Mesoveliidae. Puis, en 1978, à la suite de ses hypothèses phylogénétiques, Nils Møller Andersen (d) l'a séparé dans une famille à part, les Paraphrynoveliidae, et l'a placée dans la super-famille des Hydrometroidea. Des études plus récentes de Daamgard ont estimé que cette super-famille serait paraphylétique. Selon lui, les Macroveliidae+Paraphynoveliidae forment ensemble un clade, voisin des Veliidae+Gerridae, et, vu le peu de critère permettant de les séparer, il a proposé que Macroveliidae et Paraphrynoveliidae soient synonymisées. La monophylie du groupe Macroveliidae+Paraphrynoveliidae a été confirmée par la suite. La famille reste peu connue, avec seulement 22 spécimens répertoriés jusqu'en 2018. 

### Liste des genres
Selon BioLib (2 avril 2022) :
- genre Paraphrynovelia Poisson, 1957

### Liste d'espèces
Selon BioLib (4 avril 2022) :
- Paraphrynovelia brincki Poisson, 1957
- Paraphrynovelia slateri Andersen, 1978

### Étymologie
Le nom Paraphrynovelia a été formé à partir de para-, du grec παρά, « à côté de », et de Phrynovelia, un nom de genre de punaises Mesoveliidae, ce qui signifie « un genre proche des Phrynovelia ». « Phrynovelia » est quant à lui construit à partir de phryno-, du grec φρῦνος, « crapaud », et Velia, un genre de punaises semi-aquatiques, signifiant « Velia à forme de crapaud ».